# شهرة (فلم)
شهرة (بالإنجليزية: Celebrity) هو فيلم كوميدي أمريكي صادر في عام 1998 من إخراج وودي آلن وبطولة كريج موتالا وميلاني جريفيث وليوناردو دي كابريو وغيرهم.

## طاقم العمل
- Leonardo DiCaprio بدور Arthur Rimbaud
- David Thewlis بدور Paul Verlaine
- Romane Bohringer بدور Mathilde Maute
- Dominique Blanc بدور Isabelle Rimbaud
- Felicie Pasotti Cabarbaye بدور Isabelle,
- Nita Klein بدور Rimbaud's Mother
- James Thiérrée بدور Frederic
- Emmanuelle Oppo بدور Vitalie
- Denise Chalem بدور Mrs. Maute De Fleurville
- Andrzej Seweryn بدور Mr. Maute De Fleurville
- Christopher Thompson بدور Carjat
- Bruce Van Barthold بدور Aicard
- Christopher Chaplin بدور Charles Cros
- Christopher Hampton بدور The Judge
- Mathias Jung بدور Andre

## الميزانية والإيرادات
بلغت إيرادات الفيلم أكثر من خمسة ملايين دولار.

## الاستقبال النقدي
تلقى الفيلم مراجعات متوسطة من النقاد حيث حصل على 41% على موقع الطماطم الفاسدة بناء على 39 مراجعة، وحصل أيضا على 41% على موقع (ميتاكريتيك) وتقييم 6,2/10.

## روابط خارجية
- مقالات تستعمل روابط فنية بلا صلة مع ويكي بيانات